# Wilhelm Richard

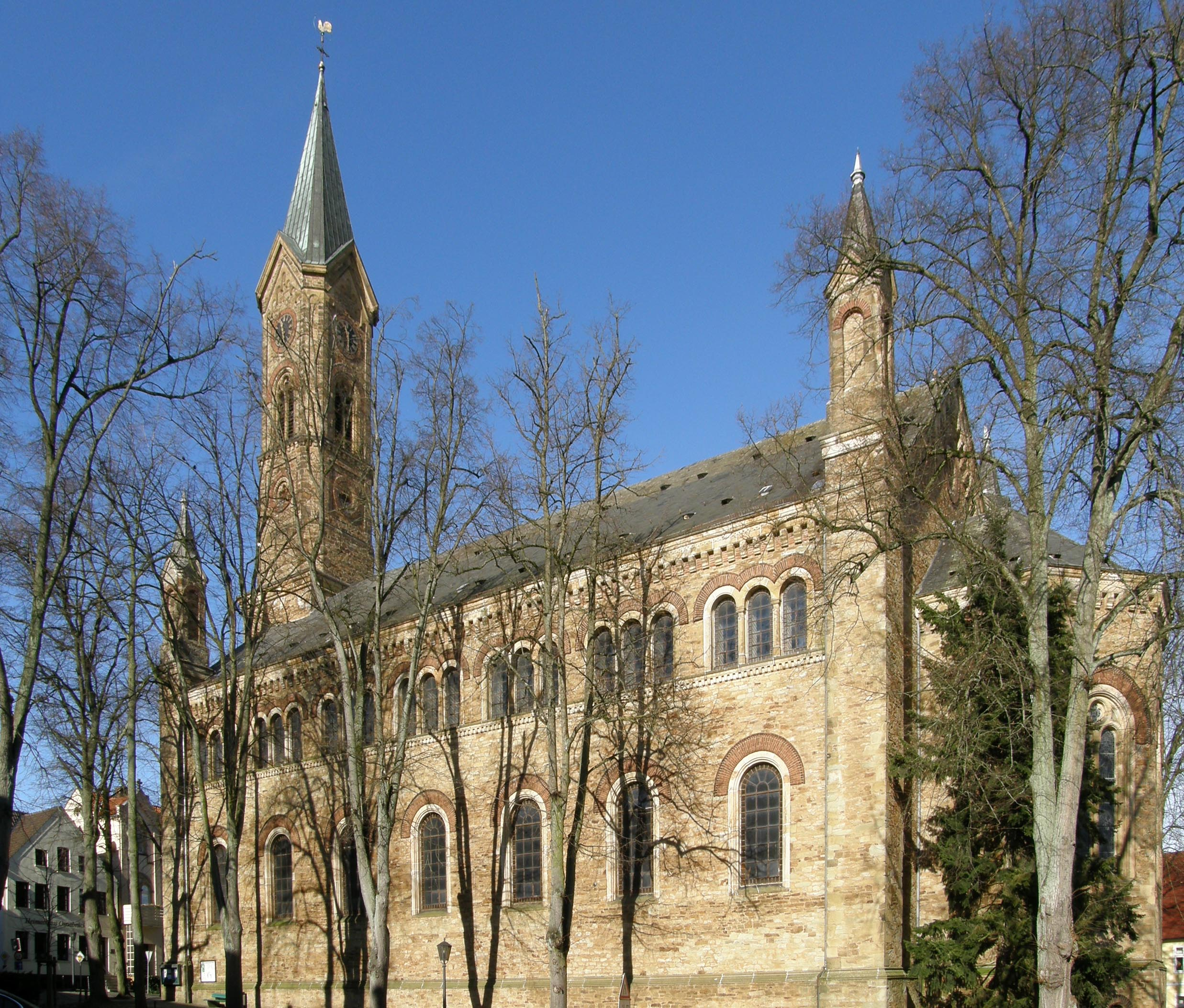
Kirche in Buer (1853–55)

Joseph Wilhelm Richard (* 13. November 1816 in Dissen; † 22. November 1900 in Bückeburg) war ein deutscher Architekt des Historismus.

## Leben

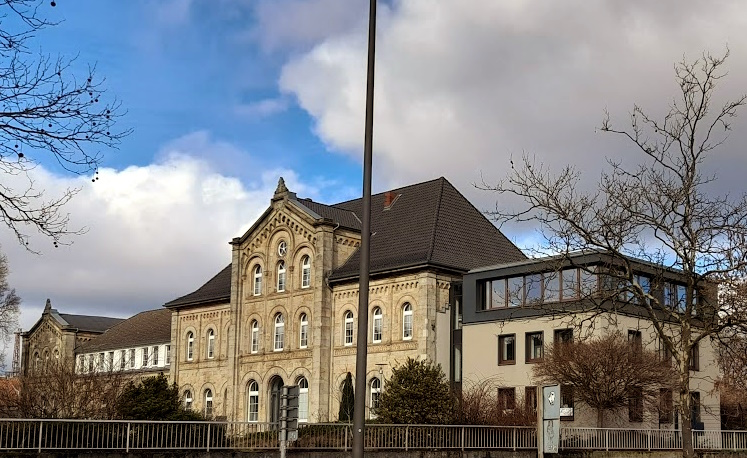
Hannoverscher Bahnhof Osnabrück (nach 1856), der rechte Flügel wurde zugunsten der Straße abgebrochen

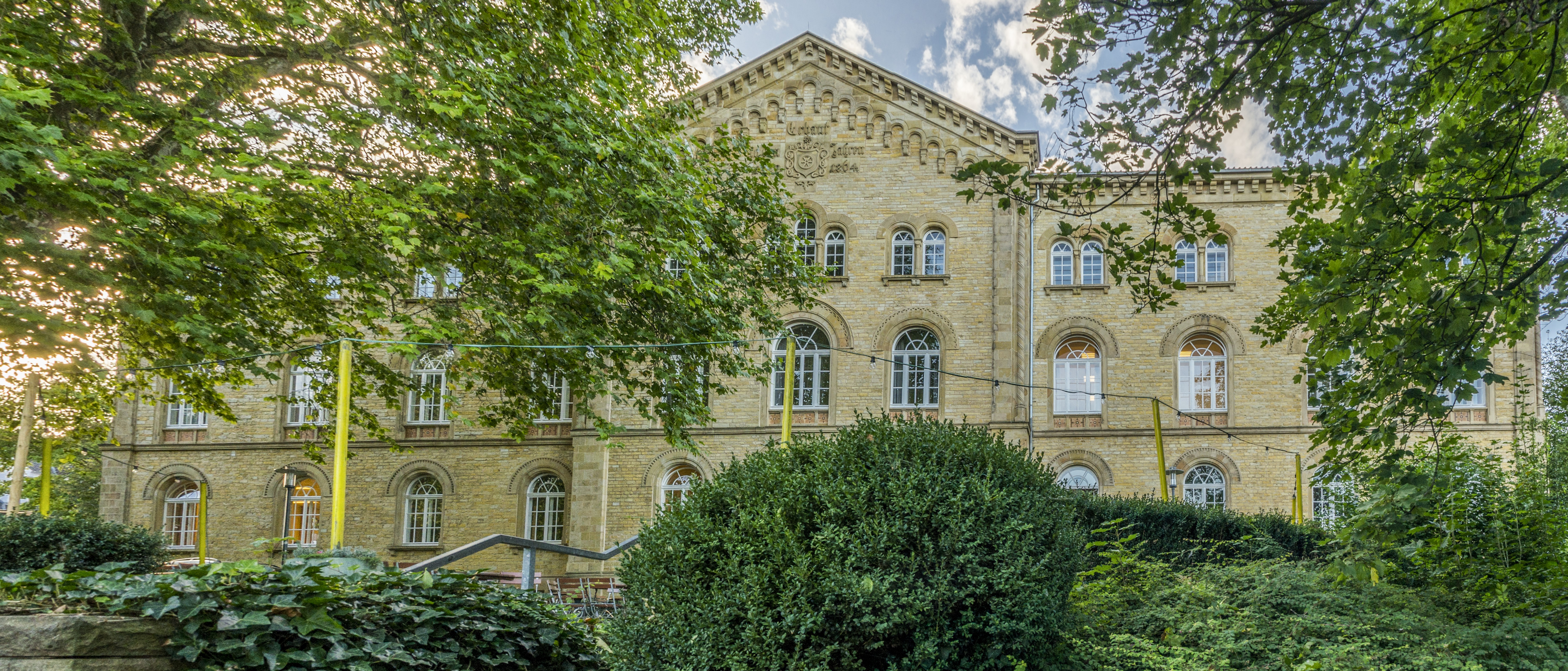
Ehemaliges Krankenhaus am Westerberg (1862–1864)

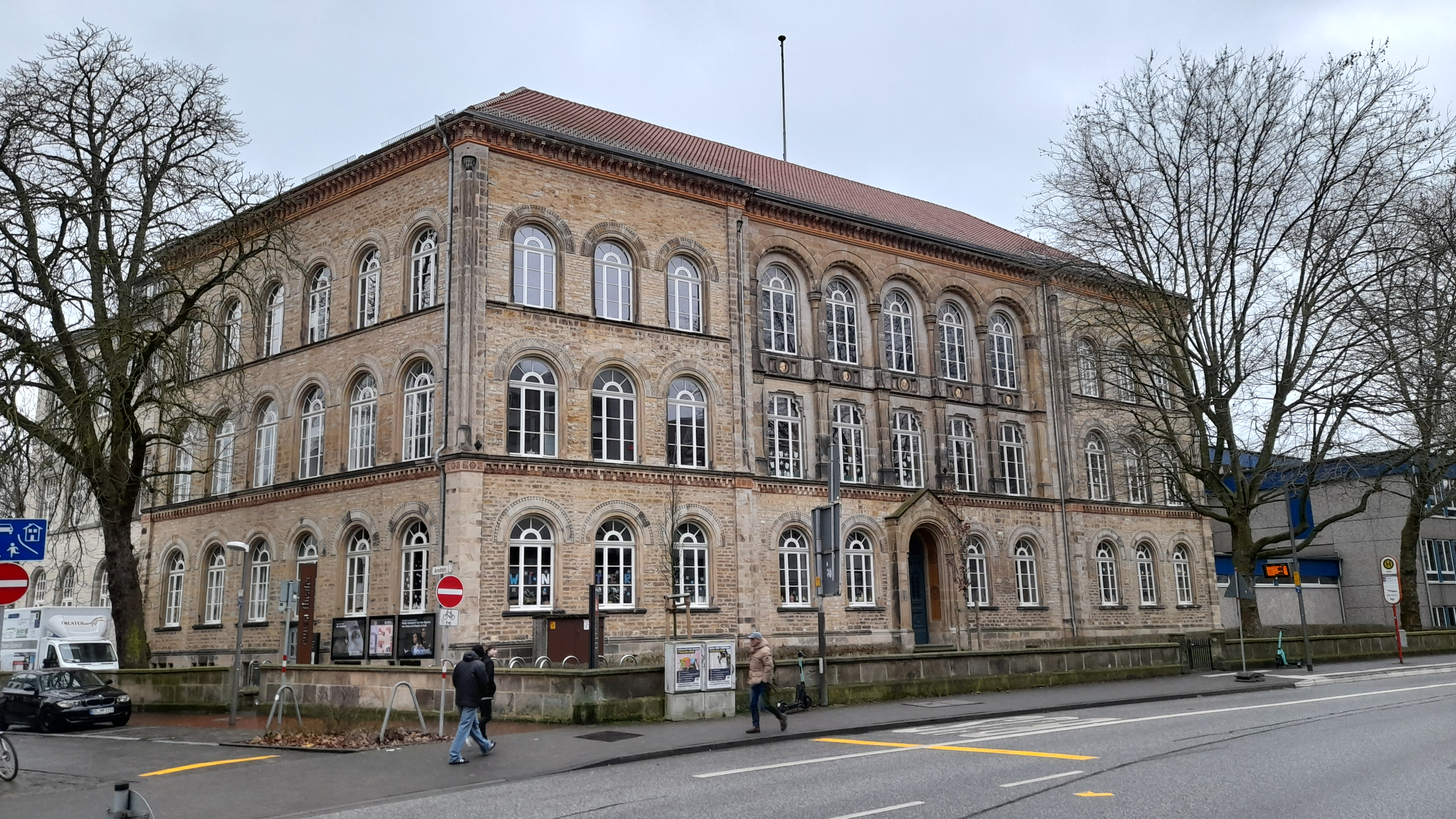
Ehemalige Realschule Osnabrück (1868–1870)

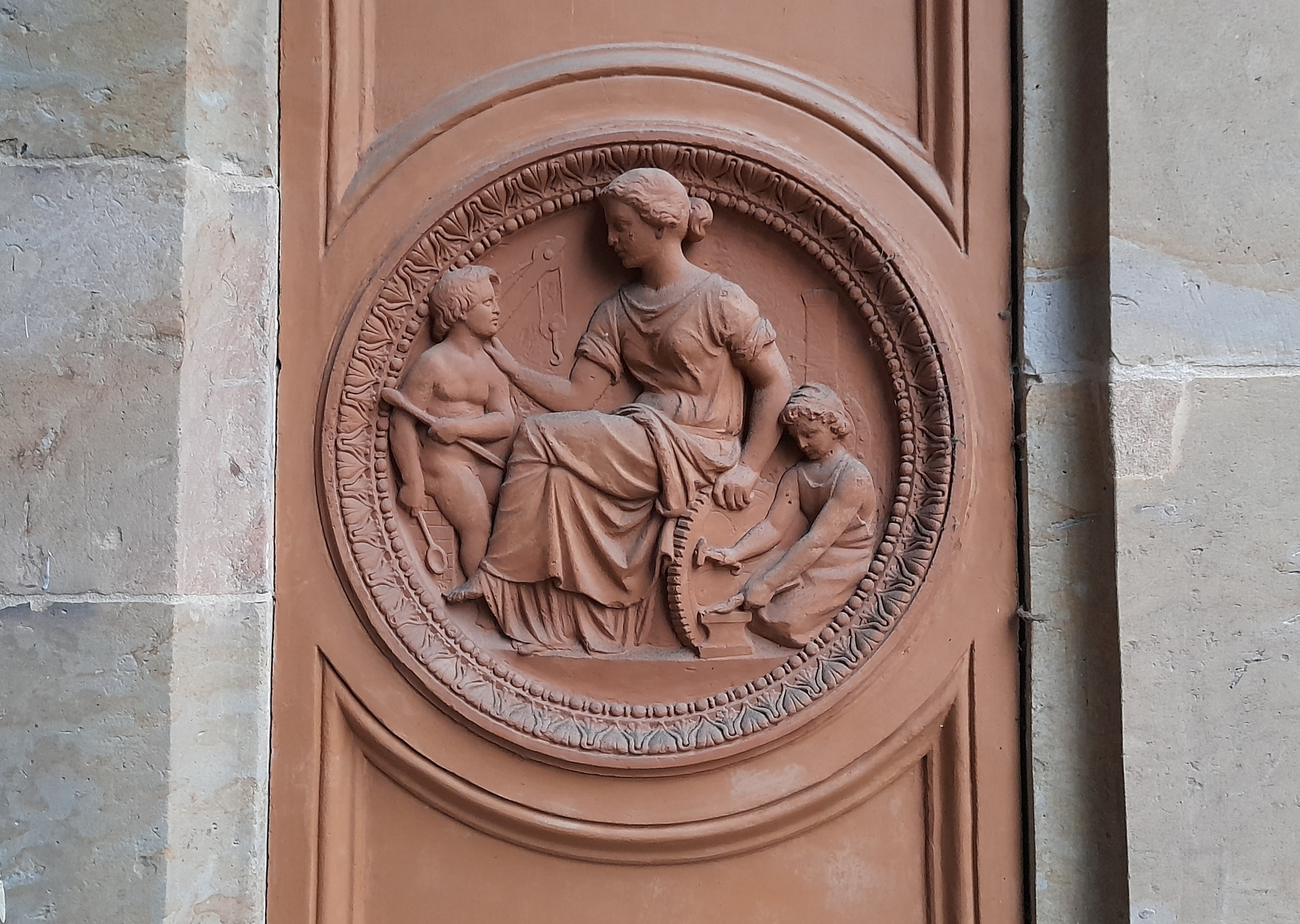
Ehem. Realschule Osnabrück, Medaillon am Haupteingang

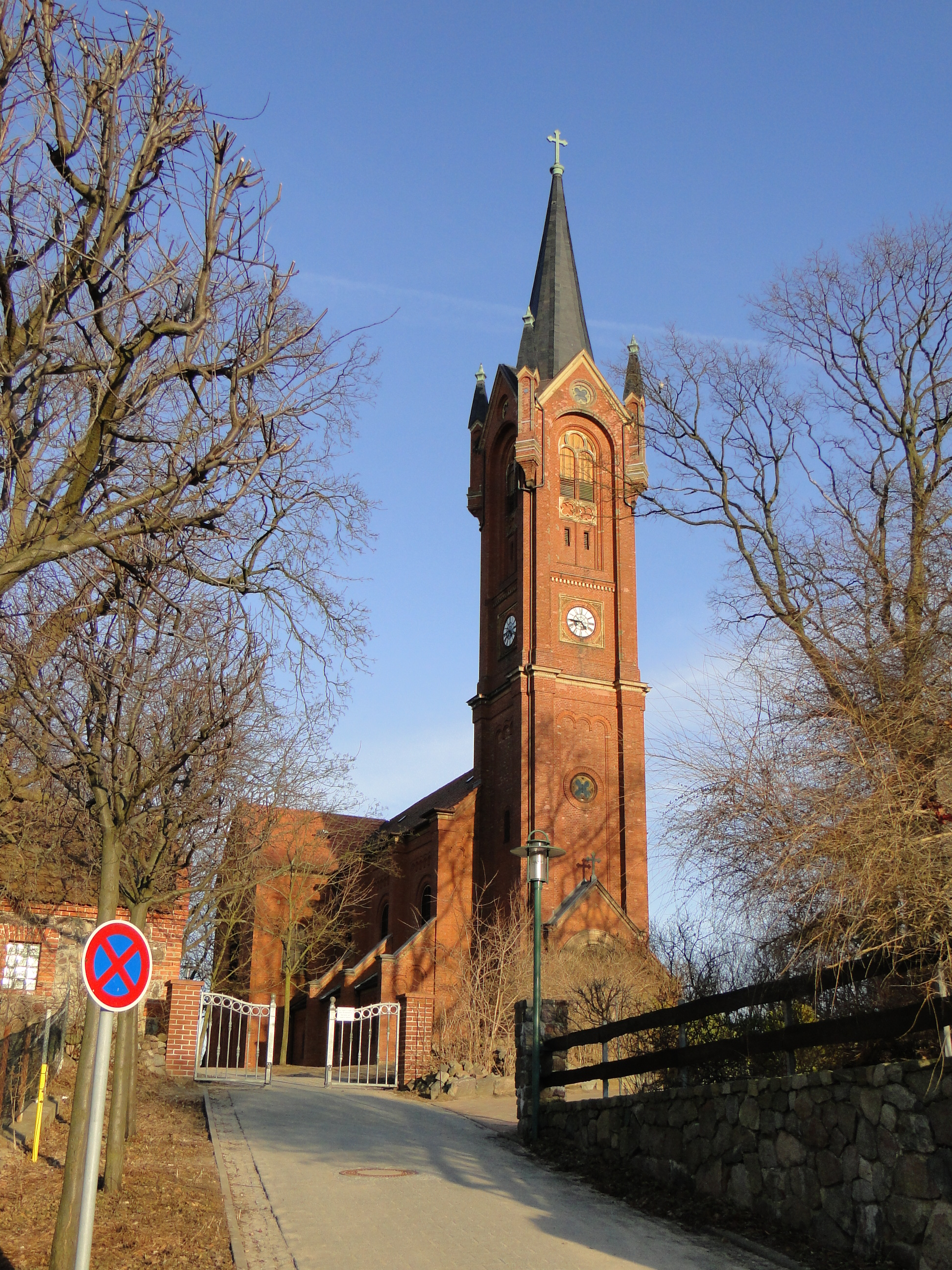
Kirche in Feldberg (1872–1875)

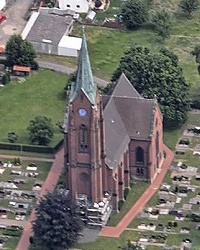
Kirche in Steinbergen (1888–1890)

Wilhelm Richard wurde in Dissen geboren, wo sein Vater Franz Arnold Richard (1781–1842) Rentmeister des Grafen von Schmising war. 1835 und 1836 studierte er Bauwesen an der damaligen Polytechnischen Schule in Hannover. Der zwei Jahre jüngere Conrad Wilhelm Hase war dort sein Kommilitone. 1836 wechselte er an die Münchner Kunstakademie, wo er durch Architekten wie Friedrich von Gärtner den damals aktuellen Rundbogenstil kennenlernte.
1839 ging er in den Dienst der Stadt Osnabrück und war dort von 1843 bis 1870 Stadtbaumeister. Zudem lehrte er im Nebenamt von 1845 bis 1849 Zeichnen am dortigen Ratsgymnasium. Während seiner Amtszeit führte der Bau der beiden über Osnabrück führenden Eisenbahnstrecken zwischen Löhne und Rheine (1855) bzw. Münster und Bremen (1873) zu einer Verdopplung der Einwohnerzahl auf über 22.000, die ihn auch als Stadtplaner forderte. Die Entwicklung des Bahnhofsviertels zwischen der Altstadt und den beiden neuen Bahnhöfen erfolgte nach seinen Plänen. Zudem war er Architekt bei mehreren öffentlichen Bauten, wie beim Bau des ehemaligen Stadtkrankenhauses am Westerberg oder beim Neubau einer Realschule in der Lotter Straße 6–8. Wegen seines strengen neuromanischen Baustils (Rundbogenstil) wurde er während der Zeit auch „Rundbogen-Richard“ genannt.
Von 1870 bis 1873 war er Großherzoglich Mecklenburg-Strelitzscher Baurat in Neustrelitz. 1874 wurde er Schaumburg-Lippischer Kammerrat in Bückeburg, Leiter der Bauverwaltung und Chef des Fürstlichen Baudepartements. Unter dem offensichtlichen Einfluss der Hannoverschen Architekturschule änderte sich sein Baustil zur Neugotik. Nach Beförderung zum Oberbaurat 1893 trat er 1895 in den Ruhestand.

## Werke
- 1840 Osnabrück, Hasefriedhof: Steinernes Hochkreuz
- 1845–1846 Osnabrück, Lotterstraße/Ecke Wielandstraße: Villa „Friedheim“, Bauherr: Justus Eberhard Buch, Geheimer Regierungsrat
- 1846 Osnabrück, Restaurierung des Rathauses, Markt 30
- 1849 Osnabrück, Wohnhaus J. Bröcker
- 1853–1855 Buer, Evangelisch-lutherische Kirche St. Martini
- 1854 Osnabrück: Wohnhaus Wilhelm Richard, nicht erhalten
- 1855 Osnabrück, Bebauungsplan für das neue Bahnhofsviertel, Mitwirkung an der Planung Hannoverscher Bahnhof
- 1857–1858 Osnabrück, Luisenstraße, Städtische Gasanstalt
- 1862–1864 Osnabrück, Bergstraße 8/Lotter Straße 131: Ehemaliges Städtisches Krankenhaus am Westerberg, heute Volkshochschule
- 1865/1866 Osnabrück, Hasefriedhof: Kapelle,[2]
- 1868–1870 Osnabrück, Lotter Straße 6–8: Ehemalige Realschule Osnabrück, heute Altstädter Schule (Grundschule)
- 1872–1875 Feldberg/Mecklenburg, Evangelisch-lutherische Stadtkirche
- 1876–1878 Meinsen bei Bückeburg, Evangelisch-lutherische Kirche
- 1874–1876 Bückeburg, Ulmenallee 3: Ehemaliges Gymnasium Adolfinum, heute Grundschule am Harrl
- 1888–1890 Steinbergen bei Rinteln: Evangelisch-lutherische Kirche St. Agnes

## Schriften
- Villa „Friedheim“ des Herrn Geheimen Regierungsrathes Buch bei Osnabrück, in: Notiz-Blatt des Architecten- und Ingenieur-Vereins für das Königreich Hannover. NF Band 1. 1855, Heft 4, Sp. 474–475

## Mitgliedschaften
- Mitglied im Architekten- und Ingenieur-Verein Hannover
- Mitglied im Historischen Verein in Osnabrück
- Mitglied im Verein zur Ausbildung der Gewerke in München

## Andenken
- Die Richardstraße im Osnabrücker Stadtteil Gartlage ist nach ihm benannt.